# Конончук Олексій Андрійович
Олексій Андрійович Конончук (23 січня 1937, тепер Ружинського району Житомирської області — 6 липня 2012) — український радянський діяч, новатор сільськогосподарського виробництва, комбайнер колгоспу імені 12-річчя РСЧА («Україна») Попільнянського (тепер — Ружинського) району Житомирської області. Депутат Верховної Ради УРСР 6-го скликання.

## Біографія
Народився в селянській родині. Член ВЛКСМ.
З 1950-х років — комбайнер колгоспу імені 12-річчя РСЧА (потім — «Україна») села Бистрик Попільнянського (тепер — Ружинського) району Житомирської області.
Потім — на пенсії у селі Бистрик Ружинського району Жтомирської області.

## Нагороди
- ордени
- медалі